# Takatsukasa Kanetada
Takatsukasa Kanetada (鷹司兼忠, [[[1262]]-1301] Erro: {{japonês}}: texto da transliteração contém caractere não latino (pos 17) (ajuda)) foi um nobre do período Kamakura da história do Japão.

## Vida
Kanetada foi o segundo filho de Takatsukasa Kanehira. Foi líder do ramo Takatsukasa do clã Fujiwara.
Em 1273 foi nomeado Chūnagon. Foi promovido a Naidaijin em 1288  e a Udaijin em 1289. Em 1292 foi designado Sadaijin.
Ocupou o cargo de Kanpaku do Imperador Fushimi de 1296 até a morte do imperador em 1298. Então, foi  Sesshō do jovem Imperador Go-Fushimi por alguns meses em 1298.
Em 1301 e torna-se um monge budista e morre dois dias depois. 
Kanetada teve como filhos Takatsukasa Fuyuhira , Takatsukasa Fuyutsune, Takatsukasa Kanefuyu e Takatsukasa Motonori.
| Precedido por Takatsukasa Mototada | -- 3º Líder dos Takatsukasa Fujiwara (1294 -1301) | Sucedido por Takatsukasa Fuyuhira |
| Precedido por Konoe Motohira       | Sesshō (1298)                                     | Sucedido por Kujō Tadaie          |
| Precedido por Konoe Motohira       | Kanpaku (1296 - 1298)                             | Sucedido por Kujō Tadaie          |
| Precedido por Kujō Tadanori        | 71º Sadaijin (1292 - 1297)                        | Sucedido por Nijō Kanemoto        |
| Precedido por Konoe Iemoto         | 114º Udaijin (1289 - 1292)                        | Sucedido por Nijō Kanemoto        |
| Precedido por Koga Michitomo       | 82º Naidaijin (1288 - 1289)                       | Sucedido por Saionji Sanekane     |